# Lomnice nad Lužnicí
Lomnice nad Lužnicí − miasto w Czechach, w kraju południowoczeskim. Według danych z 31 grudnia 2003 powierzchnia miasta wynosiła 1 890 ha, a liczba jego mieszkańców 1 660 osób.
W mieście jest stacja kolejowa Lomnice nad Lužnicí.

## Demografia
| Rok             | 1970  | 1980  | 1991  | 2001  | 2003  |
| --------------- | ----- | ----- | ----- | ----- | ----- |
| Liczba ludności | 1 608 | 1 580 | 1 574 | 1 585 | 1 660 |

Źródło: Czeski Urząd Statystyczny